# Antoine Joseph van Ligne
Antoine Joseph (Antoon Jozef) Ghislain van Ligne (10 mei 1682 - Brussel, 8 augustus 1750) was een Zuid-Nederlands edelman, de vijfde prins van Ligne, zoon van Henri Louis Ernest
Zoals gebruikelijk in de familie ging hij in militaire dienst bij zijn vorst: als adjudant van Filips V van Spanje en vervolgens kolonel van een infanterieregiment. Die militaire carrière brak hij af om zich aan het geestelijke leven te wijden, eerst als novice in het franciscanenklooster van Boetendaal, vervolgens op een sober appartement in het Hôtel de Ligne in Brussel.
Hij wordt opgevolgd door zijn broer Claude Lamoral II van Ligne.
Zijn mysterieuze en sluimerende bestaan heeft tot verwarring geleid in de biografieën:
Volgens Goethals overleed hij te Belœil op 10 september 1707 zonder getrouwd geweest te zijn. Volgens de Biographie Nationale overleed hij ook in 1707.  Volgens de genealogische website geneanet.org overleed hij in Brussel op 9 augustus 1750, bevestigd door Andrée Scufflaire e.a.

## Voorouders
| Voorouders van Antoine Joseph van Ligne | Voorouders van Antoine Joseph van Ligne                                                        | Voorouders van Antoine Joseph van Ligne                                                        | Voorouders van Antoine Joseph van Ligne                                                        | Voorouders van Antoine Joseph van Ligne                                                        | Voorouders van Antoine Joseph van Ligne                                                        | Voorouders van Antoine Joseph van Ligne                                                        | Voorouders van Antoine Joseph van Ligne                                                        | Voorouders van Antoine Joseph van Ligne                                                        |
| --------------------------------------- | ---------------------------------------------------------------------------------------------- | ---------------------------------------------------------------------------------------------- | ---------------------------------------------------------------------------------------------- | ---------------------------------------------------------------------------------------------- | ---------------------------------------------------------------------------------------------- | ---------------------------------------------------------------------------------------------- | ---------------------------------------------------------------------------------------------- | ---------------------------------------------------------------------------------------------- |
| Overgrootouders                         | Floris van Ligne (1563-1624) ∞ Louisa Van Lotharingen (1595-1634)                              | Floris van Ligne (1563-1624) ∞ Louisa Van Lotharingen (1595-1634)                              | Johan VIII van Nassau-Siegen (1583-1638) ∞ Ernestine Jolande van Ligne (1594-1668)             | Johan VIII van Nassau-Siegen (1583-1638) ∞ Ernestine Jolande van Ligne (1594-1668)             | Enriques Ramon de Folches y Cardona (1588-1640) ∞ Catalina Fernandez y Cordova (1590-1646)     | Enriques Ramon de Folches y Cardona (1588-1640) ∞ Catalina Fernandez y Cordova (1590-1646)     | Diego de Beavidez de la Cuevas (1600-1666) ∞ Antonia Ruiz Corella (1609-)                      | Diego de Beavidez de la Cuevas (1600-1666) ∞ Antonia Ruiz Corella (1609-)                      |
| Grootouders                             | Claude Lamoral I van Ligne (1588-1622 ∞ Clara Maria van Nassau-Siegen (1595-1634)              | Claude Lamoral I van Ligne (1588-1622 ∞ Clara Maria van Nassau-Siegen (1595-1634)              | Claude Lamoral I van Ligne (1588-1622 ∞ Clara Maria van Nassau-Siegen (1595-1634)              | Claude Lamoral I van Ligne (1588-1622 ∞ Clara Maria van Nassau-Siegen (1595-1634)              | Louis Ramon de Folches y Cardona (1608-1670) ∞ Maria Theresia de Beavidez de la Cuevas (-1630) | Louis Ramon de Folches y Cardona (1608-1670) ∞ Maria Theresia de Beavidez de la Cuevas (-1630) | Louis Ramon de Folches y Cardona (1608-1670) ∞ Maria Theresia de Beavidez de la Cuevas (-1630) | Louis Ramon de Folches y Cardona (1608-1670) ∞ Maria Theresia de Beavidez de la Cuevas (-1630) |
| Ouders                                  | Hendrik Lodewijk Ernest van Ligne (1644-1702) ∞ Juana Monica de Aragon y Benavidez (1663-1691) | Hendrik Lodewijk Ernest van Ligne (1644-1702) ∞ Juana Monica de Aragon y Benavidez (1663-1691) | Hendrik Lodewijk Ernest van Ligne (1644-1702) ∞ Juana Monica de Aragon y Benavidez (1663-1691) | Hendrik Lodewijk Ernest van Ligne (1644-1702) ∞ Juana Monica de Aragon y Benavidez (1663-1691) | Hendrik Lodewijk Ernest van Ligne (1644-1702) ∞ Juana Monica de Aragon y Benavidez (1663-1691) | Hendrik Lodewijk Ernest van Ligne (1644-1702) ∞ Juana Monica de Aragon y Benavidez (1663-1691) | Hendrik Lodewijk Ernest van Ligne (1644-1702) ∞ Juana Monica de Aragon y Benavidez (1663-1691) | Hendrik Lodewijk Ernest van Ligne (1644-1702) ∞ Juana Monica de Aragon y Benavidez (1663-1691) |
| Antoine Joseph van Ligne (1682-1750)    |                                                                                                |                                                                                                |                                                                                                |                                                                                                |                                                                                                |                                                                                                |                                                                                                |                                                                                                |